# Maskinnamo fjärden
Maskinnamo fjärden är en fjärd i Finland. Den ligger i Korpo i landskapet Egentliga Finland, i den sydvästra delen av landet, 180 km väster om huvudstaden Helsingfors.
Maskinnamo fjärden avgränsas av Norrskata i väster, Maskinnamo i norr, Pilkholmen i öster samt Palalot och Jänislot i söder. Den ansluter till Järvsor sund i sydöst och Valax fjärden i söder.